# Грешилов, Николай Николаевич
Никола́й Никола́евич Греши́лов (р. 1953) — бизнесмен, бывший владелец АО «Корпорация „ГРИНН“». Годовой оборот компании 41 миллиард рублей  (2014 г.).

## Биография
Родился в 1953 году в местечке Свобода Курской области. Окончил Курский сельскохозяйственный институт по специальности «инженер-механик».
- С 1970 года — токарь в местечке Свобода, затем — водитель на Свободинском электромеханическом заводе.
- С 1980 года — проектировщик, а позже — старший инженер института «Гипросельхозпроект».
- С 1986 года — начальник строительства Восточного трамвайного депо Трамвайно-троллейбусного управления Курска.
- С 1992 года — директор управления ПТК треста «Росагроспецмонтажналадка», в 1998 году преобразованного в Корпорацию «НН» г. Курск.

Многопрофильное АО «Корпорация „ГРИНН“» создано в 1992 году Грешиловым Николаем Николаевичем. Зарегистрировано в г. Орле, головной офис находится в г. Курске.
Основным видом деятельности является управление принадлежащей Корпорации межрегиональной сетью продовольственных гипермаркетов формата «Cash&Carry» торговой марки «ЛИНИЯ», расположенных в 10 областях ЦФО РФ: Орловской, Курской, Белгородской, Воронежской, Липецкой, Тамбовской, Брянской, Калужской, Тульской, Смоленской. Корпорация «ГРИНН», крупнейший в Черноземье дилер по продаже грузовых автомобилей КАМАЗ, МАЗ, МАN, имеет в своем составе построенный в 2006 году  автотехцентр в г. Курске.
В состав Корпорации входит орловский туристический комплекс «ГРИНН».
Также «ГРИНН» развивает торговые комплексы в городах ЦФО. Первым из них стал  «МегаГРИНН» площадью 168 тысяч м² в г. Белгороде. Ведется строительство аналогов Белгородского комплекса в Курске и Брянске с увеличением объемов до 230 тыс. м². В планах строительстве таких же «МегаГРИННов» в Твери и Воронеже.  Оборот АО «Корпорация „ГРИНН“» за 2013 год — 38,4 миллиарда рублей, численность работников на 08.01.14 — 15 513 человек.
В декабре 2019 года Грешилов Н.Н. продал АО «Корпорация “ГРИНН”» новому владельцу – букмекерской компании «1xBet» (по данным издания «Коммерсантъ» сумма сделки составила 19 млрд рублей).
В 2016 году присвоено звание "Почетный гражданин Орловской области" за выдающиеся заслуги перед Орловской областью.